# Haris Medunjanin
Haris Medunjanin (* 8. března 1985, Sarajevo, SFR Jugoslávie) je bosenský fotbalový záložník a reprezentant, který hraje v klubu FC Cincinnati. Má bosenské i nizozemské občanství. Účastník Mistrovství světa 2014 v Brazílii.

## Reprezentační kariéra

### Nizozemsko
Haris Medunjanin byl členem nizozemských mládežnických výběrů.
Byl členem soupisky na domácím Mistrovství světa hráčů do 20 let 2005 v Nizozemsku, kde jeho tým vypadl ve čtvrtfinále proti Nigérii v penaltovém rozstřelu. 

Zúčastnil se Mistrovství Evropy hráčů do 21 let 2006 v Portugalsku, kde mladí Nizozemci vybojovali svůj první titul v této věkové kategorii, když porazili ve finále Ukrajinu 3:0. Na turnaji nastoupil ve dvou utkáních.
O rok později si zlatý úspěch zopakoval na domácím Mistrovství Evropy hráčů do 21 let 2007, kde Nizozemci porazili ve finále Srbsko 4:1.

### Bosna a Hercegovina
V bosenském reprezentačním A-mužstvu debutoval v odvetném barážovém zápase o postup na MS 2010 v Zenici proti Portugalsku 18. listopadu 2009, kde nastoupil v základní sestavě a odehrál první poločas. Bosna a Hercegovina prohrála tento zápas stejně jako první barážové střetnutí shodným výsledkem 0:1 a na Mistrovství světa postoupilo Portugalsko.
6. září 2013 nastoupil na domácím stadionu Bilino Polje v Zenici v kvalifikačním utkání na MS 2014 proti Slovensku, který Bosna prohrála 0:1. Šlo o první porážku bosenského týmu v tomto kvalifikačním cyklu. Nastoupil i v odvetném kvalifikačním zápase 10. září 2013 v Žilině, kde Bosna porazila Slovensko 2:1 a uchovala si naději na první místo v základní skupině G. Celkem v kvalifikaci na MS 2014 vstřelil 1 gól (proti Lotyšsku) a přispěl k historicky prvnímu postupu Bosny a Hercegoviny na mundial.
Zúčastnil se Mistrovství světa 2014 v Brazílii, kde Bosna a Hercegovina obsadila se 3 body nepostupové třetí místo v základní skupině F.